# Massacre de Ein HaShlosha
O Massacre de Ein HaShlosha é um massacre perpetrado por militantes do Hamas em 7 de outubro de 2023 no kibutz de Ein HaShlosha, no sul de Israel, como parte do ataque surpresa a Israel. Os militantes do Hamas saquearam e incendiaram muitas das casas civis do kibutz, além de tomar como reféns e matar muitos de seus residentes indiscriminadamente. As informações sobre a extensão do massacre são amplamente desconhecidas, embora quatro membros civis do kibutz tenham sido mortos pelos militantes do Hamas enquanto defendiam o kibutz.
Trinta sobreviventes foram encontrados no kibutz três dias após o massacre, sendo catorze deles nacionais tailandeses.